# Lerskall
Lerskall är en bebyggelse väster om Henån på nordvästra Orust i Röra socken i Orusts kommun. Från 2015 till 2023 avgränsade SCB här en småort.